# 木村栄一 (実業家)
木村 栄一（きむら えいいち、1909年8月22日 - 1985年6月16日）は、日本の実業家、株式会社木村屋總本店元代表取締役社長（5代目）、全日本パン協同組合連合会初代会長、日本パン工業会元会長。

## 人物・経歴
1909年、東京生まれ。1933年、立教大学商学部（現・経済学部）卒業。大学在学中は体育会ラグビー部に所属。
大学卒業後、家業である木村屋總本店へ入社。1947年、木村屋總本店取締役社長（5代目）に就任。
1956年、全日本パン協同組合連合会設立にあたり初代会長に就任。
母校、立教大学のラグビー部監督も務めた
木村屋總本店の本社、工場、店舗に、額に入れて掲げられている『五つの幸福』 『四大目標』は、栄一が繰り返し口にしていた言葉であり、木村屋の根幹をなす企業理念となっている。